# Ahatanhel Krymsky

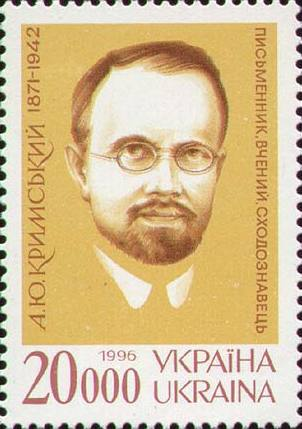
Selo comemorativo ucraniano de 1996

Ahatanhel Yukhymovych Krymsky (em ucraniano:  Агатангел Юхимович Кримський, em russo:  Агафангел Ефимович Крымский; 3 de Janeiro de 1871 - 25 de Janeiro de 1942) foi um orientalista ucraniano, linguista e poliglota, estudioso literário, folclorista, escritor e tradutor. Ele foi um dos fundadores da Academia Nacional de Ciências da Ucrânia em 1918 e seu membro pleno e da Sociedade Científica Shevchenko desde 1903.
Embora Krymsky não tivesse origem ucraniana, ele descreveu-se como "ucranianófilo".
Em 1941 foi preso pelas autoridades soviéticas como "nacionalista ucraniano", "ideólogo dos nacionalistas ucranianos" e "chefe da clandestinidade nacionalista". Ele foi condenado por "actividades nacionalistas anti-soviéticas" e preso na Prisão Geral de Kustanay N.º 7 (hoje perto de Kustanay, no Cazaquistão).